# Desplaçament (nàutica)

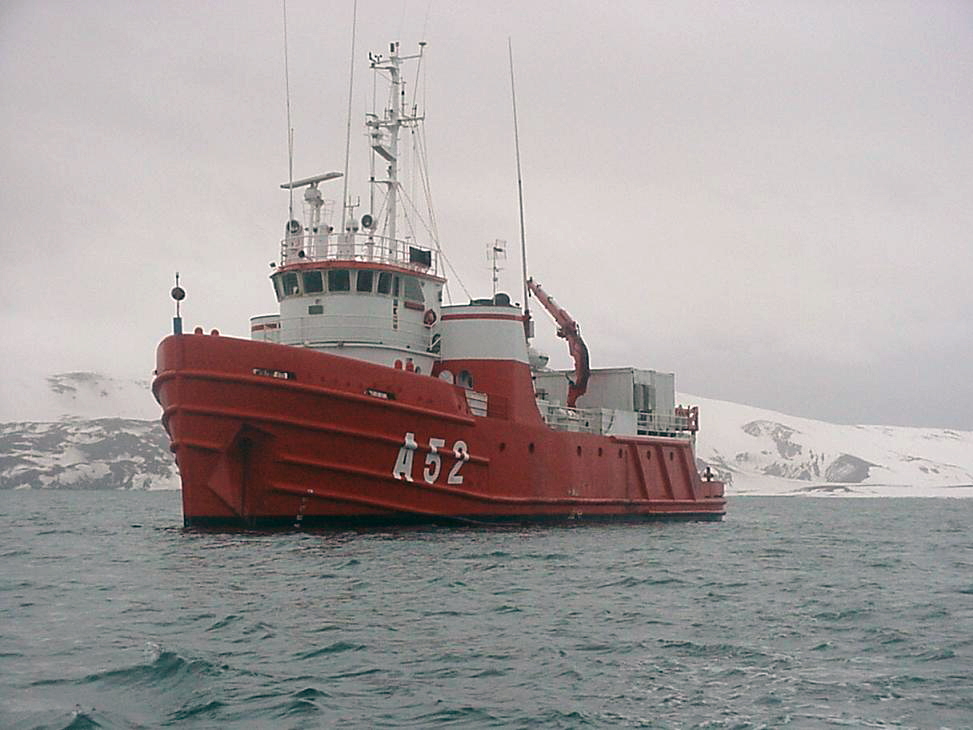
El desplaçament d'un vaixell (Δ) és el pes de l'aigua desallotjada en la seva flotabilitat segons el Principi d'Arquimedes.

El desplaçament és, en nàutica, el pes d'un vaixell amb una càrrega determinada. És a dir, és el pes del vaixell més la càrrega que transporti.
És habitual definir diferents tipus de desplaçament segons diverses condicions de càrrega:
- Desplaçament en rosca: és el desplaçament d'un vaixell sense combustible, llast ni lubricants; per tant inclou el pes del buc, les màquines, les peces de respecte (recanvis) i altres equips que estiguin al vaixell de forma permanent.
- desplaçament estàndard: és el desplaçament en rosca més equipació (bots, instruments de navegació, etc.) més tripulació amb el seu equipatge, líquids en circulació, queviures, munició (en els vaixells de guerra), aigua dolça i oli lubricant. Quedarien exclosos el combustible i l'aigua de reserva per a les calderes.
- Desplaçament en llast: és el desplaçament en rosca més el pes de tot allò necessari per a la navegació (combustible, llast, queviures, etc.) però sense cap mena de càrrega útil.
- Desplaçament màxim: és el desplaçament que s'assoleix quan el vaixell es troba submergit fins a la línia de càrrega màxima.